# Saccamoeba
Saccamoeba ist eine Gattung in der taxonomischen Klassifikation der Amoebozoa. Diese Mikroorganismen haben als Amöben keine feste Form, sondern können Scheinfüßchen (Pseudopodien) ausbilden, die es ihnen ermöglichen, sich zu bewegen und zu Nahrung aufzunehmen. Die Gattung gehört zur Familie der Hartmannellidae (Ordnung Euamoebida). Die Gattung Saccamoeba wurde 1897 von Johannes Frenzel erstbeschrieben.

## Forschungsgeschichte
Johannes Frenzel hatte 1897 (u. a.) die Amöbengattung Saccamoeba mit der damaligen Typusart Saccamoeba punctata eingerichtet, weil die damals in der Gattung Amoeba zusammengefassten Arten augenscheinlich eine für diese taxonomische Rangstufe viel zu hohe Diversität zeigten; die Gattung war zu einem wastebin genus geworden, wie man heute sagen würde. Zitat:
   Schon Hertwig und Lesser einerseits und F. E. Schulze anderseits hatten die Meinung vertreten, dass es angemessen sein würde, den so artenreichen und wenig charakterisirten (sic!) Begriff Amoeba in eine Anzahl wohl gekennzeichneter Gattungen aufzulösen. Ich möchte unter dem Genus Saccamoeba daher alle diejenigen Formen vereinigen, welche zwar grösserer Gestaltsveränderungen fähig sind, als das von mir begründete Genus Guttulidium, deren Pseudopodien jedoch als bruchsackartige Ausstülpungen zu betrachten sind und niemals fingerförmig oder gar strahlenförmig werden.
   Die S. punctata lebte in frischem Teichwasser an Wurzeln von allerhand Wasserpflanzen. … (Frenzel, 1897, S. 2)
In den mehr als 125 Jahren seitdem ist zwar noch der Gattungsname geblieben, von den ursprünglich durch Frenzel in die Gattung gestellten Arten ist nichts oder fast nichts übrig geblieben (Ausnahme von S. lucens). Die Diskussion darum, welche Arten zugehörig sind, dauert dabei bis heute an, die von Smirnov et al. (2004) gelisteten Arten sind in moderneren Aufstellungen schon nicht mehr vertreten, der phylogenetische Baum von OneZoom zeigt eine hohe Polyphylie der Gattung (näheres im Abschnitt §Innere Systematik), ein Knoten für die Gattung fehlt.
Die Gattung bekam in der letzten Zeit wieder erhöhte Aufmerksamkeit, seitdem entdeckt wurde, dass Mitglieder, darunter S. lacustris von Riesenviren der Familie Mimiviridae parasitiert werden.

## Fortbewegungsmethode
Die Fortbewegungsmethode von S. limax mit Hilfe der Pseudopodien (Scheinfüßchen) wurde in den 1980er Jahren von Andrzej Grebecki genauer untersucht.
Eine Aufeinanderfolge von spezifischen Veränderungen dieser Scheinfüßchen (Pseudopodienzyklen) ermöglicht der Amöbe die „unidirektionale“ Fortbewegung in eine bestimmte Richtung.
Jedes neue Scheinfüßchen entsteht dabei an der Spitze seines Vorgängers.
Es bildet damit eine neue Front mit einer (im Vergleich zum sonstigen körnigen Zytoplasma) weitgehend transparenten („hyalinen“) Kappe.
Während sich die neue Front an der Spitze weiter ausbreitet, ziehen sich alte Fronten und Ausstülpungen weiter hinten zurück. Damit die Zelle dabei nicht zurückgleitet, geht dieser Zyklus mit der Bildung einer neuen Befestigung am Substrat und späterer Ablösung (im hinteren Bereich) einher.
Wenn die Anheftung fehlt oder auf das hintere Körperende beschränkt ist, dann werden die sonst monopodialen Saccamöben (mit nur einem einzigen Scheinfüßchen) typischerweise polypodial (mit mehreren Scheinfüßchen versehen).
Das Vorpreschen an der Spitze und das Nachziehen auf der hinteren Seite geschehen abwechselnd, wodurch die genannten Pseudopodienzyklen entstehen. Dabei wird das Zurückziehen des hinteren Endes nie unterbrochen und ist viel gleichmäßiger als das Fortschreiten an der Vorderseite.
Die Fronten reagieren negativ auf die Stimulation durch Licht (Kontraktion) und positiv auf den entspannenden Einfluss des Schattens.

## Systematik

### Äußere Systematik
Die hier wiedergegebene äußere Systematik der Gattung Saccamoebae folgt A. Smirnov et al. (2011) und Sina M. Adl et al. (2012).
Die im World Register of Marine Species (WoRMS) und in der Taxonomie des National Center for Biotechnology Information (NCBI) wiedergegebenen Systematiken stimmen damit in Wesentlichen überein, sie unterscheiden sich jedoch in den zusätzlich angegebenen Rangstufen.
Eukaryota (Domäne)
Amoebozoa Luehe 1913, emend. Cavalier-Smith 1998, 2004 (WoRMS: Phylum, NCBI: Klade/ohne Rang)
Lobosa (WoRMS: Subphylum)
Tubulinea Smirnov et al. 2005 (WoRMS: Klasse, NCBI: Phylum)
Elardia Kang et al., 2017 (NCBI: Klasse)
Euamoebida Lepsi 1960, emend. Smirnov et al. 2011 (Ordnung)
Hartmannellidae Volkonsky, 1931 (Familie)

### Innere Systematik
Derzeit (Stand Mai 2023) gibt es noch keine einheitliche Auffassung über die innere Systematik der Gattung Saccamoeba, d. h. darüber, welche Arten und Stämme Mitglieder der Gattung sind.
Typusart ist Saccamoeba limax mit Referenzstamm NTSHR, nachdem sich die enge Verwandtschaft des früheren Referenzstamms ATCC:30942 mit der nicht-klassifizierten Harmanellidae-Spezies Hartmannellidae sp. LOS7N/I (Stamm LOS7N) gezeigt hatte.
Der nachfolgenden Artenliste umfasst eine Auswahl von Spezies, die als Mitglieder der Gattung diskutiert wurden. Quellen sind:
- O – OneZoom[5]
- N – Taxonomy Browser des National Center for Biotechnology Information (NCBI)[4]
- W – World Register of Marine Species (WoRMS)[1]
- S – Smirnov et al. (2004)[3]

Wie bei OneZoom zu sehen, sind die dort geführten fünf Saccamoeba-Arten an ganz verschiedenen Stellen im Stammbaum der Amoebozoa angesiedelt. d. h. die Saccamoeba sind – in diesem Umfang – polyphyletisch. Selbst die beiden in der NCBI-Taxonomie geführten Spezies mit offiziellem Namen, S. lacustris und S. limax liegen nur nahe beieinander, in der gemeinsamen Klade gibt es aber noch andere, nicht als Saccamoeba identifizierte Vertreter:
- Gattung: Saccamoeba Frenzel, 1897(W,N)[2]
  - Spezies: Saccamoeba admirata Goodkov & Buryakov, 1987(O,W)
  - Spezies: Saccamoeba angelica Bovee, 1972(S)
  - Spezies: Saccamoeba lacustris Corsaro, Michel, Walochnik, Mueller & Greub 2010,(O,N)[19] heterotypic synonym: Saccamoeba sp. SL-2 (N), inkl. Saccamoeba sp. SL-5[7][8] — mit Stamm SL2 (N) und SL5[7][8]
  - Spezies: Saccamoeba limax(O)[12] (Penard, 1902)(N)[A. 4] bzw. (Dujardin, 1841) Page, 1974(S)
    - Referenzstamm: NTSHR[18][14]

  - Species: Saccamoeba limna (Bovee, 1972)(S)
  - Species: Saccamoeba lucens (Frenzel, 1892?) Bovee, 1972(O,S)[6][2]
  - Spezies: Saccamoeba marina Anderson, Rogerson & Hannah, 1997(O,W)
  - Spezies: Saccamoeba stagnicola Page, 1974(S)
  - Spezies: Saccamoeba wakulla (Bovee, 1972)(S)
  - Spezies: Saccamoeba wellneri Siemensma, 1987(S)
  - Spezies: Saccamoeba sp. DP7 — nach H. Peckova, M. Kostka & I. Dykova (2011)(N)
  - Spezies: Saccamoeba sp. MSED6 — nach H. Peckova, M. Kostka & I. Dykova (2011) sowie M. Kostka L. F. Lares-Jimenez, T. Tyml & I. Dykova (2015)(N)
  - Spezies: Saccamoeba sp. POHL — nach T. Tyml & I. Dykova (2017)(N)
  - Spezies: Saccamoeba sp. PV67 — nach H. Peckova, M. Kostka & I. Dykova (2011)(N)
  - Spezies: Saccamoeba sp. SC007 — nach M. K. Hewett (2004)(N)
  - Spezies: Saccamoeba sp. W187G — nach H. Peckova, M. Kostka & I. Dykova (2011)(N)

## Bakterielle Endosymbionten und Parasiten
Wie auch bei den Gattungen Acanthamoebaund Vermamoeba gibt es auch bei Saccamoeba bakterielle intrazelluläre Symbionten bzw. Parasiten.
Beispiele sind:
- Candidatus Metachlamydia lacustris (alias Parachlamydiaceae bacterium CHSL).[20] Daniele Corsaro, Gilbert Greub et al. (2010)[19] gehört das Bakterium zur Variovorax-paradoxus-Gruppe.[21]
- Endosymbiont of Saccamoeba sp. SC007 (Saccamoeba-Endosymbionten-Spezies SC007)[22]

Wenn solche Bakterien nicht nur die Amöben, sondern auch menschliche Zellen befallen können, dann können diese auf den Menschen überspringen, wenn dieser mit infizierten Amöben in Berührung kommt; ein Phänomen, wie es bei Acanthamoeba und Vermamoeba beispielsweise mit Legionellen beobachtet wird.

## Viren
In den 2010er Jahren entdeckte das Team um Bärbel Hauröder und Rolf Michel, dass Saccamoeba-Arten von Riesenviren aus der Verwandtschaft der Gattung Mimivirus parasitiert werden. Nach Acanthamoeba und Vermamoeba ist dies die dritte Amöbengattung, die von Viren der Familie Mimiviridae befallen wird.
Die Viren wurden aus einem natürlich vorkommenden Stamm von S. lacustris isoliert, der seinerseits vorher von der Rinde eines Platane (Platanus occidentalis) isoliert wurde.
Für die Virenart hat man daher die Bezeichnung „Platanovirus saccamoebae“ vorgeschlagen, die identifizierten Viren sind KSL-5 und (mit etwas weniger Sicherheit) KSL-5x. Eine Bestätigung durch das International Committee on Taxonomy of Viruses (ICTV) steht derzeit noch aus (Stand 17. Mai 2023).
„Platanovirus saccamoebae virophage“ (alias „Comedo Virophage“ bzw. „Comedo virus“), ist ein (ebenfalls noch unbestätigter) Virophage, der KSL-5 parasitiert.